# Халіфа Джаббі
Халіфа Джаббі (англ. Khalifa Jabbie, нар. 20 січня 1993, Фрітаун) — сьєрралеонський футболіст, півзахисник клубу «Шериф» та національної збірної Сьєрра-Леоне.

## Клубна кар'єра
У 16 років Джаббі потрапив в місцевий футбольний клуб «Каллон». За нього він виступав протягом 2 років, взявши участь у 39 матчах чемпіонату. До нього він деякий час грав за найстарішу сьєрралеонську команду «Майті Блекпул».
У 2011 році півзахисник перебрався до Європи, де уклав контракт з норвезьким клубом «Фредрікстад». Відіграв за команду з Фредрікстада наступні три сезони своєї ігрової кар'єри. Більшість часу, проведеного у складі «Фредрікстада», був основним гравцем команди, хоча і не врятував команду від вильоту з елітного дивізіону за підсумками сезону 2012 року. А після того, як команда за підсумками наступного сезону не повернулась в еліту, покинув клуб.
На початку 2014 року підписав контракт з турецьким «Баликесірспором» і в тому ж сезоні допоміг команді вперше з 1976 року повернутись в турецьку Суперлігу. Проте за підсумками сезону 2014/15 команда зайняла останнє 18 місце і вилетіла еліти, після чого півзахисник покинув клуб.
Влітку 2015 року Джаббі перейшов у тираспольський «Шериф». Відтоді встиг відіграти за тираспольський клуб 2 матчі в національному чемпіонаті.

## Виступи за збірну
4 червня 2011 року дебютував в офіційних матчах у складі національної збірної Сьєрра-Леоне у кваліфікації на КАН-2012 проти збірної Нігеру (1:0), відігравши увесь матч. Наразі провів у формі головної команди країни 14 матчів, забивши 2 голи.

## Досягнення
- Чемпіон Молдови (2) :

«Шериф»: 2015-16, 2016-17.
- Володар Кубка Молдови (1):

«Шериф»: 2016-17.
- Володар Суперкубка Молдови (1):

«Шериф»: 2016.